# Kirdjali (nuvelă)
Kirdjali (rusă Кирджали) este o nuvelă al scriitorului rus Aleksandr Pușkin, scrisă probabil în 1834. 
Nuvela a fost tipărită pentru prima dată în „Biblioteca pentru lectură”, în 1834, vol. VII, cartea 12. Subiectul nuvelei este legat de răscoala grecilor din 1821, despre care Pușkin a strâns material încă de la Chișinău. Chipul lui Kirdjali, care a luat parte la răscoală, a atras atenția lui Pușkin în 1823, La Chișinău, Pușkin a căpătat informații despre Gheorghi Kirdjali, de la M. I. Lecs, funcționar de birou la generalul Inzov. 
În 1828, Pușkin a început poemul despre Kirdjali. Întâlnirea cu M. I. Lecs la Petersburg în 1833-1834 i-a dat probabil lui Pușkin material nou pentru nuvela sa.